# Moving On

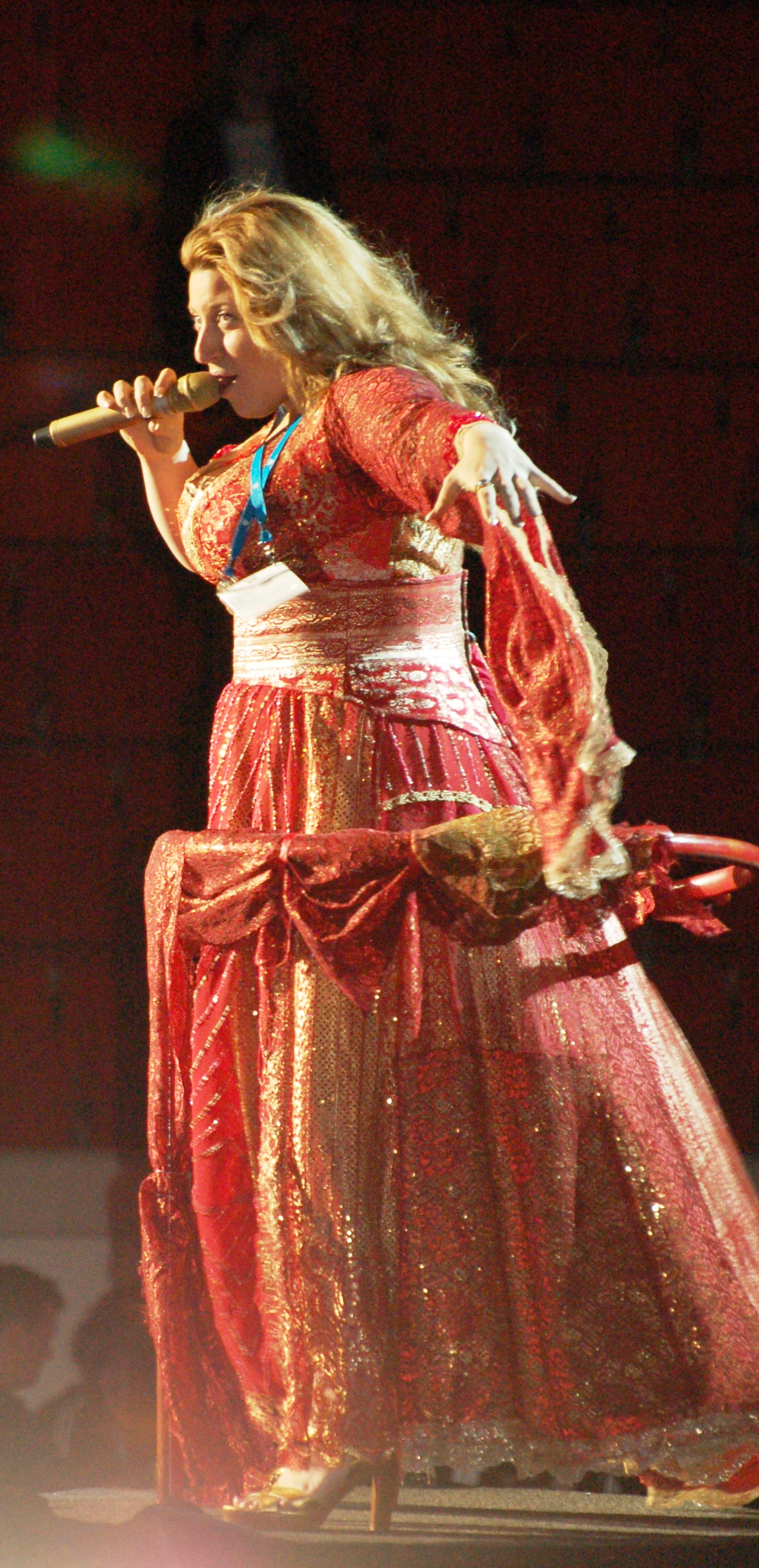
Sarah Dawn Finer med låten Moving On i Melodifestivalen 2009.

"Moving On" är en balladlåt av skriven av Fredrik Kempe och Sarah Dawn Finer, och framförd av Sarah Dawn Finer i Melodifestivalen 2009 där den kom på sjätte plats.
Låten deltog i den fjärde deltävlingen i Malmö den 28 februari 2009, där den i duellen fick låten tävla mot Malena Ernman som gick direkt till final. Sarah Dawn Finer gick vidare till "Andra chansen" i Norrköping den 7 mars 2009. Låten blev även den internationella juryns val. I Andra chansen fick "Moving On" duellera först mot Scotts låt "Jag tror på oss" och sedan mot Lili & Susies "Show Me Heaven", men tog sig därefter till final tillsammans med Caroline af Ugglas låt "Snälla, snälla".
Melodin testades på Svensktoppen, där den gick in den 19 april 2009 och sedan låg i 22 veckor. innan den i slutet av september 2009 lämnat listan.

## Listplaceringar
| Lista (2009) | Position |
| ------------ | -------- |
| Sverige      | 3        |